# 矢野浩一
矢野 浩一（やの こういち、1970年 - ）は日本の統計学者・経済学者。駒澤大学経済学部教授。ベイズ計量経済学・動学的確率的一般均衡を専門とする。

## 略歴
- 1994年3月 大阪大学基礎工学部物性物理工学科卒業 学士（工学）
- 1996年3月 大阪大学大学院基礎工学研究科（物理系専攻）博士前期課程修了 修士（工学）
- 1996年4月 日本電信電話株式会社（NTT）入社
- 1999年7月 NTT再編に伴いNTTコミュニケーションズに移籍
- 2001年6月 NTTコミュニケーションズ退社
- 2007年3月 総合研究大学院大学複合科学研究科（(統計科学専攻）博士後期課程修了 博士（統計科学）
- 駒澤大学経済学部准教授
- 経済社会総合研究所客員研究員
- 早稲田大学大学院経済学研究科非常勤講師
- 中央大学非常勤講師

## 著書

### 共著
- 『リフレが日本経済を復活させる』中央経済社、2013年3月。ISBN 9784502478208。

## 論文
- A self-organizing state space model and simplex initial distribution search （英語） Computational Statistics. 2008;23(Apl):197-216.
- DYNARE による動学的確率的一般均衡シミュレーション ～新ケインズ派マクロ経済モデルへの応用～ (PDF)  （日本語）, 矢野浩一, ESRI Discussion Paper Series No.203, 経済社会総合研究所, 2008年12月.